# Kaikaku Forum 21
Das Kaikaku Forum 21 (jap. 改革フォーラム21, kaikaku fōramu nijūichi, dt. „Reform-Forum 21“) war von 1992 bis 1993 eine Faktion der japanischen Liberaldemokratischen Partei (LDP) unter Vorsitz von Tsutomu Hata; ein zweiter Führungspolitiker war Ichirō Ozawa. In Medien und Öffentlichkeit wurde das Reform Forum 21 meist als Hata-Faktion (羽田派, Hata-ha) oder Hata-Ozawa-Faktion (羽田・小沢派, Hata-Ozawa-ha) bezeichnet.
Nach dem Sagawa-Kyūbin-Skandal trat Shin Kanemaru, der Vorsitzende der Takeshita-Faktion, zurück. Im faktionsinternen Machtkampf zwischen den Anhängern des Ex-Generalsekretärs Ozawa, die Finanzminister Hata als Nachfolger installieren wollten, und Kanemaru-Anhängern, die sich für Keizō Obuchi als neuem Vorsitzenden einsetzten, zogen sich Ozawa und Hata zurück, als ihre Niederlage absehbar war: Sie blieben der entscheidenden Sitzung der [Ex-]Takeshita-Faktion fern. Hata und Ozawa verließen im Oktober 1992 mit ihren Anhängern die ehemalige Takeshita-, fortan Obuchi-Faktion und gründeten das Kaikaku Forum 21, nun die zahlenmäßig fünftstärkste Faktion der LDP. Der zunächst faktionsinterne Machtkampf bildete aber auch einen parteiweiten Streit über die Notwendigkeit politischer Reformen insbesondere des Wahlrechts und der Parteienfinanzierung ab: Hata positionierte sich wie der Ex-Parteivorsitzende-Premierminister Toshiki Kaifu als Reformer, während Obuchi wie Kaifu-Nachfolger Kiichi Miyazawa auf die bewährten parteiinternen Machtstrukturen setzten. Bei der Neubesetzung von Kabinett (Kabinett Miyazawa) und Parteiführung im Dezember 1992 stellte die Hata-Faktion nur zwei Behördenleiter im Kabinett und keines der „drei Parteiämter“, während Seiroku Kajiyama (Obuchi-Faktion), ein ausgesprochener Gegner Ozawas und seiner politischen Reformen, Generalsekretär wurde.
Im März 1993 wurden Kanemaru und sein Sekretär verhaftet, unter öffentlichem Druck versprach auch der Parteivorsitzende-Premierminister Kiichi Miyazawa politische Reform. Allerdings verhinderten die innerparteilichen Reformgegner konkrete Schritte. Als die 126. (reguläre) Parlamentssession sich ohne Reformgesetzentwurf ihrem Ende näherte, beantragten SPJ, Kōmeitō und DSP am 17. Juni 1993 ein Misstrauensvotum im Shūgiin gegen das Kabinett Miyazawa. Am 18. Juni stimmte die Hata-Faktion ebenso wie einige, insbesondere jüngere Abgeordnete anderer Faktionen mit der Opposition: Das Misstrauensvotum war mit 255 zu 220 Stimmen erfolgreich. Noch am gleichen Tag traten die beiden Minister der Hata-Faktion, Hajime Funada und Mamoru Nakajima zurück. Am Abend wurde die Auflösung des Shūgiin verlesen.
Am 21. Juni 1993 verließ Masayoshi Takemura (bisher Mitsuzuka-Faktion) mit 10 Abgeordneten (die spätere Neue Partei Sakigake) die LDP, vier Tage später folgten die 34 Mitglieder der Hata-Faktion und gründeten die Erneuerungspartei. Die LDP war dadurch ohne Mehrheit und nach den Neuwahlen am 18. Juli, die den Mehrheitsverlust bestätigten, einigten sich die neuen Parteien mit der bisherigen Opposition (ohne Kommunisten) auf eine Koalition: Nach 38 Jahren wurde die LDP aus der Regierung gedrängt.